# 72ª Divisione fucilieri motorizzata
La 72ª Divisione fucilieri motorizzata (in russo 72-я мотострелковая дивизия?, 72-ja motostrelkovaja divizija, unità militare 72158) è un'unità di fanteria meccanizzata delle Forze terrestri russe, subordinata al 44º Corpo d'armata del Distretto militare di Leningrado e con base a Petrozavodsk.

## Storia
La divisione è stata costituita all'inizio del 2024 come parte del nuovo 44º Corpo d'armata, ed è composta perlopiù da personale proveniente dalla Repubblica di Carelia e dall'oblast' di Leningrado.
Durante la primavera del 2024 la divisione è stata impiegata per la prima volta al fronte, venendo inizialmente schierata in direzione di Vovčans'k. All'inizio di agosto, in seguito all'offensiva ucraina di Kursk, il 22º e il 30º Reggimento della divisione sono stati trasferiti nella regione di Kursk. Il 41º Reggimento è rimasto invece nella regione di Charkiv. Nella notte del 9 agosto un convoglio che trasportava militari dell'810ª Brigata fanteria di marina e del 22º Reggimento della divisione è stato attaccato dai sistemi HIMARS ucraini mentre transitava dal villaggio di Oktjabr'skoe, subendo perdite stimate fra i 100 e 300 morti. A settembre elementi del 30º Reggimento, insieme a parte del 9º Reggimento della 18ª Divisione fucilieri motorizzata, sono stati circondati nei pressi di Malaja Loknja da un battaglione della 95ª Brigata d'assalto aereo, subendo diverse perdite fra cui il comandante del 1º Battaglione, tenente colonnello Aleksandr Danilov. Il 19 gennaio è stato inoltre ucciso in combattimento il vice comandante del 22º Reggimento, tenente colonnello Evgenij Tichanovič.
Nel marzo 2025 la compagnia d'assalto del 22º Reggimento ha contribuito alla fase finale della controffensiva russa volta a riconquistare l'oblast' di Kursk, liberando il villaggio di Staraja Soročina. Il reggimento ha quindi ottenuto il riconoscimento del presidente russo Vladimir Putin durante un incontro con Valerij Gerasimov. L'11 aprile un attacco HIMARS ucraino ha colpito un posto comando del 30º Reggimento nei pressi di Guevo, uccidendo diversi ufficiali fra cui il vice comandante del reggimento e ferendone il comandante. Alla fine di aprile il 41º Reggimento è stato trasferito nell'oblast' di Belgorod per contrastare l'incursione ucraina nella regione. Il 18 giugno, durante l'offensiva russa nell'oblast' di Sumy, un'operazione ucraina condotta dal 1º Battaglione del 225º Reggimento d'assalto ha neutralizzato un posto comando del 30º Reggimento della divisione, uccidendo in combattimento il comandante del 2º Battaglione, maggiore Andrej Jarcev. Alla fine del mese l'offensiva russa è stata fermata dai contrattacchi dalle forze ucraine, che hanno ripreso il controllo del villaggio di Andriïvka respingendo il 30º Reggimento della divisione e la 155ª Brigata fanteria di marina. Nella seconda metà di luglio elementi del 30º Reggimento della divisione e della 40ª e 155ª Brigata fanteria di marina sono stati parzialmente circondati dal 225º e 425º Reggimento d'assalto ucraini presso Kindrativka, venendo costretti a ripiegare dopo aver subito gravi perdite pari a circa tre battaglioni; durante l'azione è stato inoltre ucciso un comandante di battaglione del 30º Reggimento.

## Struttura
- Comando di divisione
- 22º Reggimento fucilieri motorizzato (unità militare 72164)
  - 1º Battaglione fucilieri motorizzato
  - 2º Battaglione fucilieri motorizzato
  - 3º Battaglione fucilieri motorizzato
  - Battaglione corazzato
  - Battaglione artiglieria
  - Unità di supporto
- 30º Reggimento fucilieri motorizzato (unità militare 72162)
  - 1º Battaglione fucilieri motorizzato
  - 2º Battaglione fucilieri motorizzato
  - 3º Battaglione fucilieri motorizzato
  - Battaglione corazzato
  - Battaglione artiglieria
  - Unità di supporto
- 41º Reggimento fucilieri motorizzato (unità militare 01069)
  - 1º Battaglione fucilieri motorizzato
  - 2º Battaglione fucilieri motorizzato
  - 3º Battaglione fucilieri motorizzato
  - Battaglione corazzato
  - Battaglione artiglieria
  - Unità di supporto
- 49º Battaglione corazzato (unità militare 72170)
- 10º Reggimento artiglieria semovente
  - 1º Battaglione artiglieria semovente
  - 2º Battaglione artiglieria semovente
  - Battaglione artiglieria lanciarazzi
  - Unità di supporto
- Battaglione artiglieria controcarri
- Battaglione artiglieria missilistica contraerei
- Battaglione ricognizione
- Battaglione genio
- Battaglione comunicazioni
- Battaglione manutenzione
- Battaglione logistico
- Battaglione medico
- Compagnia comando
- Compagnia guerra elettronica
- Compagnia UAV
- Compagnia difesa NBC